# Domenico Demarco
Domenico Demarco (Montecalvo Irpino, 1912 – Napoli, 2008) è stato uno storico ed economista italiano.

## Biografia
Storico dell'Economia, fu docente all'Università di Napoli. La sua opera si è concentrata sullo studio dell'Economia del Meridione a cavallo dell'Unità d'Italia.

## Opere
- Demarco, Domenico. Banca e congiuntura nel Mezzogiorno d'Italia. Vol. 1. ESI [Edizioni scientifiche italiane], 1963.
- Demarco, D. (2001). Storici ed economisti tra due secoli: 1750-1900. Italy: Edizioni scientifiche italiane.
- Demarco, D. (1999). Unità e regionalismo nella storia dell'Italia contemporanea, 1859-1964. Italy: Edizioni scientifiche italiane.
- Demarco, D. (2002). Il Risorgimento e la questione sociale e altri saggi. Italy: Edizioni scientifiche italiane.
- Demarco, D. (2005). Economia e intellettualità nell'Italia contemporanea: secc. XV-XX. Italy: Edizioni scientifiche italiane.